# Fandor
Fandor é um serviço de visualização de filmes de assinatura americana e uma plataforma de compartilhamento de vídeo social.
Com sede em San Francisco, Califórnia, a empresa foi fundada em 2010 e lançada oficialmente em 9 de março de 2011 no South by Southwest festival e conferência em Austin, Texas.
Fandor "é especializada em filmes independentes, clássicos, filmes mudos, filmes estrangeiros, documentários e curtas". A maioria dos mais de 6.000 filmes de Fandor estão fora dos principais canais e vêm de uma variedade de culturas, períodos de tempo e gêneros. O serviço transmite conteúdo para home theaters, através de dispositivos como Roku, computadores, dispositivos móveis e tablets, como o iPad da Apple Inc. Também está disponível através de Sling TV como um complemento.
Em setembro de 2013, no Toronto International Film Festival, Fandor anunciou que o site estava sendo lançado para o público no Canadá.

## Modelo de negócio
A Fandor emprega um modelo de negócios de compartilhamento de receita, segundo o qual uma parte de toda a receita de assinatura é paga aos cineastas e distribuidores cujo conteúdo é licenciado pela Fandor.

## Keyframe
Keyframe é a revista digital de filmes independentes e internacionais hospedada no site da Fandor. Publica entrevistas, críticas de filmes, ensaios em vídeo e outros trabalhos acadêmicos relacionados à arte do cinema.
Em 1º de maio de 2012, o jornalista David Hudson, ex-GreenCine e Mubi, juntou-se à Keyframe como correspondente-chefe.

## História
A Fandor foi fundada em 2010 em San Francisco, Califórnia, por Dan Aronson, Jonathan Marlow e Albert Reinhardt. O ex-diretor de privacidade Facebook, Chris Kelly é membro do conselho de diretores da Fandor desde 2011.
Em janeiro de 2014, Ted Hope, produtor independente de filmes e ex-diretor da San Francisco Film Society, se juntou a Fandor como CEO. Em janeiro de 2015, Hope partiu para comandar a divisão original de filmes da Amazon Studios, e Chris Kelly tornou-se CEO interino. Em setembro de 2015, Larry Aidem, ex-diretor Sundance Channel, se juntou a Fandor como CEO, substituindo Kelly.